# Cratere Changsŏng
Changsŏng  è un cratere sulla superficie di Marte.